# Newcastle House
Newcastle House é um palácio londrino situado no "Lincoln's Inn Fields", um parque urbano da capital inglesa, inspirado no Central Park de Nova Iorque. Era uma das duas maiores residências construídas na mais vasta praça de Londres, durante o seu desenvolvimento ao longo do século XVII. Fica situado no actual nº 66 do "Lincoln's Inn Fields", sendo o edifício mais a Norte do lado Este da praça.
O palácio tem uma história complexa. A primeira versão foi construída entre 1641 e 1642 pelo Conde de Carlisle. Em 1672, este edifício foi comprado por William Herbert, 1º Marquês de Powis e rebaptizado como Powis House, mas em 1684 viria a arder. A reconstrução de um novo edifício - na verdade o único que ainda existe, apesar de muito alterado - começou prontamente, segundo os desenhos do Capitão William Winde, mas em 1688 o edifício foi saqueado por uma multidão em consequência da associação de Lorde Powis com o recém-deposto Jaime II. No ano seguinte as propriedades de Lorde Powis foram tomadas e ele fugiu para a França. Powis House foi designada como a residência oficial do "Lord Keeper of the Great Seal" (Lorde Curador do Grande Selo). Em 1694 o alvará do recém-formado Banco de Inglaterra foi selado ali. 
Em 1705 o palácio voltou à posse da família Powis, os quais o venderam, nesse mesmo ano, a John Holles, 1º Duque de Newcastle, que encarregou John Vanbrugh de fazer alterações. A partir de então, o palácio passou a chamar-se Newcastle House. O edifício era um bloco compacto com três andares principais, com mais dois andares de caves por baixo e outros dois de áticos por cima. Foi construído em tijolo com audazes esquinas, faixas e cornijas em pedra. Existiam duas alas projectando-se para as traseiras, pelo que um largo número de acomodações instalado no local compacto.  
Holles deixou o palácio ao seu sobrinho, Thomas Pelham-Holles, 1º Duque de Newcastle-upon-Tyne, que também foi feito, algo confusamente, 1º Duque de Newcastle (o seu tio era a segunda criação e ele a terceira). Thomas Pelham-Holles foi um proeminente político, chegando a ocupar o cargo de Primeiro-ministro do Reino Unido. Este viria a reunir Corte em Newcastle House durante várias décadas, acabando por falecer em 1768.
O Primeiro-Ministro Thomas Pelham-Holles foi o último aristocrata a ocupar Newcastle House. A sua viúva vendeu o palácio ao banqueiro Henry Kendall por 8.400 libras. Este dividiu-o em dois e, em 1790, uma das metades foi comprada por James Farrer. Os solicitadores "Farrer & Co", que ainda ocupam o edifício, compraram a outra metade no início do século XX e reuniram o palácio. Também no início da década de 1900, as alas traseiras foram removidas devido à construção da "Kingsway", uma via principal aberta através de pequenas ruas logo ao Oeste de "Lincoln's Inn Fields". A "Farrer & Co" encomendou alterações a Sir Edwin Lutyens, na década de 1930, mas o palácio ainda mantém muito da estrutura e aparência que apresentava no final do século XVII e início do século XVIII. 